# Orestes Quintana
Orestes Demóstenes Homero Quintana i Vigo (* 1880 in Barcelona; † 4. April 1909 ebenda) war ein spanischer Steuermann im Rudern, Fußballspieler und -schiedsrichter.

## Werdegang
Orestes Quintana war wie sein Bruder Archimedes Mitglied bei Real Club de Regatas de Barcelona. Als Steuermann von Ricardo Margarit, José Fórmica, Antonio Vela und Juan Camps trat er bei den Olympischen Sommerspielen 1900 in Paris in der Vierer mit Steuermann-Regatta an. Die spanische Crew schied als Zweitplatzierter im Vorlauf aus.
Neben dem Rudern war er als Fußballspieler beim FC Barcelona aktiv. Zudem war er auch als Fußballschiedsrichter aktiv.
1909 starb er an den Folgen einer Tuberkulose-Erkrankung.